# Tolentino
Tolentino ist eine Stadt in Italien mit 17.719 Einwohnern (Stand 31. Dezember 2023), die Tolentinati genannt werden. Die Stadt befindet sich in der Provinz Macerata in der Region Marken.

## Geografie
Die Stadt befindet sich auf einer natürlichen Erhebung (256 Meter hoch) mitten im Tal des Chienti.
Die Nachbargemeinden sind: Belforte del Chienti, Camporotondo di Fiastrone, Colmurano, Corridonia, Macerata, Petriolo, Pollenza, San Ginesio, San Severino Marche, Serrapetrona, Treia und Urbisaglia.

## Gemeindepartnerschaften
Es besteht eine Partnerschaft zur französischen Gemeinde Émerainville.

## Persönlichkeiten
Ein Marmorsarkophag in der Kathedrale San Catervo nahm die Gebeine des Flavius Iulius Catervius und seiner Frau Septimia Severina auf, die als Heilige verehrt werden.
Bekannt ist die Stadt durch den Heiligen Nikolaus von Tolentino, der hier am 10. September 1305 starb und dessen Gebeine in der Krypta der Basilika San Nicola  aufbewahrt werden. Tolentino ist daher einer der bekanntesten Wallfahrtsorte Italiens.
Der Condottiere Niccolò da Tolentino wurde 1355 im Ort geboren. Felice Bezzi, Bischof von Pesaro, wurde 1749 in Tolentino geboren.
Tolentino ist Stammsitz des italienischen Adelsgeschlechtes der Grafen Gentiloni Silveri, Edle (Nobili) von Filottrano, Cingoli und  Macerata. Der aus dem 13. Jahrhundert stammende Palazzo der Familie grenzt an die Basilika San Nicola, er wurde bei den Erdbeben von 2016 in Mitleidenschaft gezogen. Aus dieser Familie stammt der Politiker Paolo Gentiloni, dem 2015 die Ehrenbürgerschaft von Tolentino verliehen wurde; er amtierte in den Jahren 2016 bis 2018 als italienischer Ministerpräsident.

## Schlacht bei Tolentino
Die Schlacht bei Tolentino wurde zwischen dem 2. und 3. Mai 1815 in der Nähe von Tolentino ausgetragen. Sie war die entscheidende Schlacht im Österreichisch-Neapolitanischen Krieg zwischen dem napoleonischen Königreich Neapel, regiert von Joachim Murat, und dem Kaisertum Österreich. Die Schlacht hat einige Parallelen zur Schlacht von Waterloo. Beide fanden während der Herrschaft der Hundert Tage nach Napoleons Rückkehr aus dem Exil statt und endeten mit einem entscheidenden Sieg der antinapoleonischen Koalition, was zu einer Wiederherstellung der Herrschaft der Bourbonen im Königreich Neapel führte.